# 4 Idiots
4 Idiots sind eine 2015 gegründete deutsche Pop-Punk- und Alternative-Rock-Band aus dem Raum Kassel.

## Geschichte
Die Idee für eine gemeinsame Band kam den damals bereits befreundeten Matthias Herrmann und Julian Rupp während eines Urlaubs in Schleswig-Holstein 2015. Kurz darauf stieß Andre Wenderoth hinzu, der noch Kevin Sörensen mit in die Band brachte. Als Sörensen 2018 ausstieg, wurde mit Christian Wollenhaupt schnell ein würdiger Ersatz am Schlagzeug gefunden. Seit 2020 stehen die 4 Idiots beim Label Timezone Records unter Vertrag, bei dem auch im gleichen Jahr ihr erstes Album Getting Serious erschien.

## Diskografie
Alben
- 2020: Getting Serious (Timezone)

EPs
- 2019: Reinventing Sophistication (Eigenvertrieb)

Singles
- 2017: Bad Luck (Eigenvertrieb)
- 2018: Uncertainty (Eigenvertrieb)

Musikvideos
- 2020: The Whole Night (Aus dem Album Getting Serious)
- 2017: Bad Luck